# Души-Монкорбон
Души-Монкорбон (на френски: Douchy-Montcorbon) е община в департамент Лоаре в Централна Франция. Общината е създадена на 1 януари 2016 г. чрез сливане на бившите общини Души и Монкорбон.

## Население
| \| Година на преброяване \| Численост \| \| --------------------- \| --------- \| \| 2014 \| 1524 \| \| 2015 \| 1477 \| \| 2016 \| 1431 \| \| 2017 \| 1385 \| \| 2021 \| 1355 \| |           |
| Година на преброяване | Численост |
| 2014 | 1524      |
| 2015 | 1477      |
| 2016 | 1431      |
| 2017 | 1385      |
| 2021 | 1355      |

## Известни личности
- Ален Делон, френски актьор и бизнесмен, живее в Души през голяма част от годината, от 1971 г. до смъртта си през 2024 г.[2]
- Мирей Дарк, френски модел и актриса, дългогодишна спътница на Ален Делон, също живее в Души в началото на 70-те години на ХХ век до раздялата им през 80-те.